# Polejki
Polejki (niem. Polleiken) – wieś na Warmii w Polsce położona w województwie warmińsko-mazurskim, w powiecie olsztyńskim, w gminie Jonkowo. W latach 1975–1998 miejscowość administracyjnie należała do województwa olsztyńskiego.

## Historia
Lokacja wsi miała miejsce w 1353 roku. Na podstawie dokumentu wydanego 18 października 1353 r. we Fromborku przez kapitułę warmińską Konrad de Niczkaw otrzymał 10 łanów na prawie chełmińskim z 14 latami wolnizny ziemi na założenie wsi. Początkowo miejscowość nazywano: Poleiken, Polaiken, Poleyken, Poleyk. W 1545 roku cztery łany ziemi od kapituły warmińskiej otrzymał Stanisław Worański. W 1673 r. w Polejkach było 30 mieszkańców. W 1717 miejscowość miała 10 łanów. W 1808 roku doszło do uwłaszczenia chłopów za odszkodowaniem. W 1861 roku we wsi było 90 katolików, w tym 84 osoby mówiły po polsku. W 1871 r. Polejki zamieszkiwało 121 osób, natomiast w 1929 r. liczba mieszkańców wynosiła 83.